# Санчес, Хуан Мануэль
Хуан Мануэль Санчес де Кастро (исп. Juan Manuel Sánchez de Castro; 18 апреля 1965, Вальядолид) — испанский гребец-байдарочник, выступал за сборную Испании в начале 1980-х — середине 1990-х годов. Участник четырёх летних Олимпийских игр, чемпион мира, победитель многих регат национального и международного значения.

## Биография
Хуан Мануэль Санчес родился 18 апреля 1965 года в Вальядолиде. Активно заниматься греблей начал в раннем детстве, проходил подготовку в спортивном клубе города Самора.
Первого серьёзного успеха на взрослом международном уровне добился в 1984 году, когда попал в основной состав испанской национальной сборной и благодаря череде удачных выступлений удостоился права защищать честь страны на летних Олимпийских играх в Лос-Анджелесе. Стартовал здесь в зачёте четырёхместных байдарок на дистанции 1000 метров и показал в решающем заезде шестой результат. Четыре года спустя прошёл квалификацию на Олимпийские игры в Сеуле, на сей раз в километровой гонке четвёрок сумел дойти только до стадии полуфиналов, где финишировал пятым. Так же выступил и в полукилометровой гонке двоек.
В 1991 году Санчес побывал на чемпионате мира в Париже, откуда привёз награды золотого и серебряного достоинства, выигранные вместе с напарником Хуаном Хосе Романом в двойках на пятистах и тысяче метрах соответственно. Будучи одним из лидеров гребной команды Испании, благополучно прошёл отбор на Олимпийские игры 1992 года в Барселоне — в полукилометровой программе двухместных экипажей финишировал четвёртым, немного не дотянув до призовых позиций, тогда как на километре стал в финальном заезде девятым.
После барселонской Олимпиады Хуан Мануэль Санчес остался в основном составе испанской национальной сборной и продолжил принимать участие в крупнейших международных регатах. Так, в 1993 году он выступил на мировом первенстве в Копенгагене, где получил бронзу в двойках на пятистах метрах — на финише его обогнали экипажи из Германии и Польши. Позже отправился представлять страну на Олимпийских играх 1996 года в Атланте, с тем же Романом дошёл до полуфинала в двойках на тысяче метрах и там был восьмым. Вскоре по окончании этих соревнований принял решение завершить карьеру профессионального спортсмена, уступив место в сборной молодым испанским гребцам.